# Quintus Minucius Esquilinus Augurinus
Pour les articles homonymes, voir Minucius Augurinus.
Quintus Minucius Esquilinus Augurinus est un homme politique romain du Ve siècle av. J.-C., consul en 457 av. J.-C.

## Famille
Il est membre des Minucii Augurini, branche de la gens des Minucii. Il est le fils d'un Publius Minucius et le petit-fils de Marcus Minucius Augurinus. Son nom complet est Quintus Minucius P.f. M.n. Esquilinus Augurinus. Son frère, Lucius Minucius Esquilinus Augurinus, est consul en 458 av. J.-C.

## Biographie
En 457 av. J.-C., il est consul avec Caius Horatius Pulvillus. Selon Diodore de Sicile, les deux consuls de cette année 457 av. J.-C. seraient Marcus Fabius Vibulanus et Lucius Quinctius Cincinnatus, qu'il insère entre les deux consuls cités plus haut et les deux consuls de l'année 456 av. J.-C.
Leurs mandats se déroulent durant une période de tension politique entre la plèbe et les patriciens. Les tribuns de la plèbe réclament la mise par écrit des droits des consuls avec le projet de la Lex Terentilia auquel les patriciens s'opposent. Alors que la situation politique interne est tendue, les Èques puis les Sabins pillent le territoire romain, ce qui fait passer au second plan les conflits internes. Des troupes sont levées, Pulvillus part affronter les Èques et Minucius se lance à la poursuite des pillards sabins mais ne parvient pas à les rattraper,.
À Rome, les tribuns de la plèbe Aulus Verginius (ca) et Marcus Volscius Fictor font voter une loi faisant passer le nombre de tribuns à dix, avec peut-être le soutien du consul Caius Horatius Pulvillus.

### Auteurs antiques
- Tite-Live, Histoire romaine, Livre III, 31 sur le site de l'Université de Louvain
- Diodore de Sicile, Histoire universelle, Livre XII, 2 sur le site de Philippe Remacle

### Auteurs modernes
- (en) T. Robert S. Broughton, The Magistrates of the Roman Republic : Volume I, 509 B.C. - 100 B.C., New York, The American Philological Association, coll. « Philological Monographs, number XV, volume I », 1951, 578 p.